# Camilo, o Pendura
Camilo, o Pendura foi uma sitcom portuguesa, exibida na RTP1 em 2002, que contava com Heitor Lourenço, Paula Marcelo e Camilo de Oliveira.

## Sinopse
Camilo (Camilo de Oliveira) (†), depois da morte da mulher, vem viver para casa do filho Paulo (Heitor Lourenço) e da nora Luisa (Paula Marcelo).
Paulo, publicitário, e Luísa, produtora de moda, vivem confortavelmente em Lisboa, num apartamento de bom gosto e mantêm uma relação estável e actividades profissionais bem sucedidas.
Rapidamente o jovem casal se farta da presença destabilizadora de Camilo e tentam, por todos os meios, pô-lo fora de casa para voltarem a ter uma vida normal. A todas essas tentativas reponde Camilo com manhas e truques de forma a perpetuar a sua presença.
Os novos amigos de Camilo, companheiros no bar da esquina, vão também acrescentar confusão no Lar e proporcionar inesperados e hilariantes conflitos.

## Elenco principal
- Camilo de Oliveira (†) - Camilo Gouveia
- Heitor Lourenço - Paulo Gouveia
- Paula Marcelo - Luisa Gouveia

(†) - Ator/Atriz Falecido(a)

## Elenco secundário
- António Montez (†) - Jacinto
- Canto e Castro (†) - Mário
- Catarina Avelar - Alice, Mãe de Luísa
- João de Carvalho - Soares
- Luís Zagalo (†) - Falcão Policarpo, o patrão de Paulo
- Ana Zanatti - Teresa, a patroa de Luísa

(†) - Ator/Atriz Falecido(a)

## Episódios
A série teve um total de 26 episódios. Os episódios passaram aos domingos ao final da tarde (com algumas interrupções). 
| #  | Título                             | Transmissão Portugal   |
| -- | ---------------------------------- | ---------------------- |
| 01 | "A Chegada"                        | 24 de Março de 2002    |
| 02 | "O Testamento"                     | 31 de Março de 2002    |
| 03 | "Relações Picantes"                | 07 de Abril de 2002    |
| 04 | "A Cadelinha"                      | 14 de Abril de 2002    |
| 05 | "Crise Conjugal"                   | 21 de Abril de 2002    |
| 06 | "O Major"                          | 05 de Maio de 2002     |
| 07 | "O Jantar"                         | 19 de Maio de 2002     |
| 08 | "Vida no Campo"                    | 26 de Maio de 2002     |
| 09 | "O Pirralho"                       | 02 de Junho de 2002    |
| 10 | "Noites em Branco"                 | 09 de Junho de 2002    |
| 11 | "O Carro de Camilo"                | 16 de Junho de 2002    |
| 12 | "Há Cartas e Cartas"               | 23 de Junho de 2002    |
| 13 | "Negócio de Frangos"               | 30 de Junho de 2002    |
| 14 | "Encontro às Cegas"                | 06 de Julho de 2002    |
| 15 | "Terapia Familiar"                 | 27 de Julho de 2002    |
| 16 | "O Artigo"                         | 03 de Agosto de 2002   |
| 17 | "Apaixonado"                       | 10 de Agosto de 2002   |
| 18 | "A Sessão Espírita"                | 17 de Agosto de 2002   |
| 19 | "O Dinheiro Não Traz a Felicidade" | 24 de Agosto de 2002   |
| 20 | "A Festa Surpresa"                 | 31 de Agosto de 2002   |
| 21 | "A Guerra do Futebol"              | 07 de Setembro de 2002 |
| 22 | "Ganhar e Perder"                  | 14 de Setembro de 2002 |
| 23 | "Gouveia e Filho, Lda"             | 21 de Setembro de 2002 |
| 24 | "A Obra de Arte"                   | 05 de Outubro de 2002  |
| 25 | "Bambino"                          | 12 de Outubro de 2002  |
| 26 | "Os Reféns da Múmia"               | 19 de Outubro de 2002  |

## Curiosidades
- A série é uma adaptação da sitcom britânica Man About the House que deu origem à sitcom norte-americana Um é Pouco, Dois é Bom e Três é Demais.

- A sitcom Camilo, o Pendura foi transmitida pela RTP. Houve mais sitcoms do ator, mas exibidas na SIC.
- A série foi reposta ao fim de semana, em 2003 e 2004, às 12h30.
- Em julho de 2017, os episódios da série foram repostos no portal RTP Arquivos.